# François Gagnepain
François Gagnepain (23 de setembro de 1866 — 25 de janeiro de 1952) foi um botânico francês.
Com Achille Eugène Finet, ele nomeou várias espécies da família botânica Annonaceae. O gênero Gagnepainia (família Zingiberaceae ) foi nomeado em sua homenagem por Karl Moritz Schumann. A Academia Francesa de Ciências concedeu a Gagnepain o Prix de Coincy para o ano de 1907.

## Trabalhos publicados
- Topographie botanique des environs de Cercy-la-Tour (Nièvre), Société d'histoire naturelle d'Autun, 1900 - Botanical topography involving the environs of Cercy-la-Tour (Nièvre).
- Contributions à la flore de l'Asie orientale, 1905, (em colaboração com Achille Eugène Finet) - Contribuições sobre a flora da Ásia oriental.
- Contribution à l'étude géo-botanique de l'Indo-Chine, 1926 - Contribuição para o estudo geobotânico de Indochina.[5]